# 內思 (英國國會選區)
內思（英語：Neath），英國國會一郡選區，包括威爾斯東南部內思塔爾伯特港郡級自治市北部。始設於1918年。
本區自1922年以來一直支持工黨。自1991年任下議院議員的韓培德在2010年大選中以46.3%選票勝出該區連任。